# Pauline Egan
Pour les articles homonymes, voir Pauline et Egan.
Pauline Egan, née le 5 mai 1985  à Benowa dans le Queensland, est une actrice, réalisatrice, scénariste et productrice australienne.

## Filmographie

### Actrice

#### Cinéma
- 2008 : Crooked Business : la serveuse
- 2012 : Ambrosia : Monica
- 2012 : Blood Money : Kylie Mitchell
- 2013 : Elysium : la femme de Patel
- 2016 : Raw : Adele Levin
- 2017 : Safe in the Dark : Amanda Heggs

#### Courts-métrages
- 2009 : Tinted : Larissa
- 2009 : Swing : Natalie
- 2009 : Led Astray : Zoey
- 2011 : Fight Night Champion (jeu vidéo) : Megan McQueen
- 2011 : Frozen Over: In from the Cold : Liz Thomas
- 2011 : Frozen Over: First Contact : Liz Thomas
- 2014 : Through the Pane  : Annabelle

#### Télévision

##### Séries télévisées
- 2006 : Clever (en) : la scientifique
- 2010 : The Pacific (mini-série) : la danseuse
- 2010-2011 : Sanctuary (épisodes 3x06, 3x15 & 4x03) : Erika Myers
- 2011 : Supernatural (saison 6, épisode 13) : Debbie Harris
- 2011 : Blue Mountain State (saison 2, épisode 12) : Mia, la thérapeute
- 2013 : Untold Stories of the ER (série documentaire) : Rebecca
- 2015 : Olympus (4 épisodes) : Aethra
- 2015 : Proof (saison 1, épisode 3) : l'infirmière
- 2020 : Home Before Dark (saison 1, épisode 2, 3 & 9) : Jane Lisko, jeune
- 2021 : Associées pour la loi (saison 1, épisode 1) : Yvonne Bridger

##### Téléfilms
- 2012 : Un Noël sur mesure (The Christmas Consultant) de John Bradshaw : Yolanda
- 2015 : Petits Meurtres et Pâtisserie : La Recette du Crime (Murder, She Baked: A Chocolate Chip Cookie Mystery) de Mark Jean : Claire Rodgers
- 2015 : Liar, Liar, Vampire de Vince Marcello : Beverly Pell
- 2015 : La trêve de Noël (Christmas Truce) de Brian Skiba : Pauline
- 2016 : La mariée de Noël (A December Bride) de David Winning : Jessica Evans
- 2018 : Première neige, premier amour (SnowComing) de Peter DeLuise : Cassie
- 2018 : L'aventure à deux : le mariage (All of My Heart: The Wedding) de Terry Ingram : Meg
- 2018 : Une soirée inoubliable pour Noël (A Midnight Kiss) de JB Sugar : Kate Clark
- 2019 : Les Mille Couleurs de Noël (Christmas at Dollywood) de Michael Robison : Alexis
- 2019 : Maison à vendre, cœur à prendre (Flip That Romance) de Mark Jean : Naomi
- 2019 : Les Enfants Maudits : Une nouvelle famille (Gates of Paradise) de Gail Harvey : Fanny Casteel
- 2020 : Romance d'hiver (Hearts of Winter) d'Allan Harmon : Sullivan Davenport
- 2020 : Picture Perfect Mysteries: Exit, Stage Death de Ron Oliver : Cassandra Griffin
- 2021 : Une décoratrice diabolique (Designed for Death) de Jessica Janos : Miranda

### Réalisatrice
- 2014 : Through the Pane (court métrage)

### Scénariste
- 2014 : Through the Pane (court métrage)

### Productrice
- 2014 : Through the Pane (court métrage)
- 2014 : My Name Is Water (documentaire)
- 2015 : The Wall (court métrage)